# Bilistiche
Bilistiche, ou Bellistiche ou Belistiche (en grec ancien : Βιλιστίχη), est une hétaïre du IIIe siècle avant notre ère qui devient la compagne du pharaon Ptolémée II et qui est déifiée après sa mort.
Son origine est incertaine : Macédoineselon Pausanias, ou Argolide selon Athénée de Naucratis qui rapporte sa prétention à descendre des Atrides. Mais Plutarque rapporte qu'elle fut vendue au marché comme esclave.
Elle est l'une des premières femmes après Cynisca à gagner un prix olympique dans une course hippique en remportant la synoris (course de chars attelés) menée par deux poulains lors des 128e Jeux olympiques antiques, en -268. Elle récidive aux Jeux suivants (-264) en remportant la course de char à quatre poulains.
Elle devient la compagne de Ptolémée II vers -268. Elle est sans doute la mère de Ptolémée Andromaque, fils illégitime de Ptolémée II.
Elle est choisie comme canéphore en -251. Son nom apparaît en effet comme celui d'une prêtresse de trente-cinq ans, fille d'un certain Philon et proche du pharaon Ptolémée II dans un papyrus égyptien enregistrant son serment. Certains hellénistes modernes, doutant qu'un tel honneur ait été accordé à une ancienne prostituée, ont proposé de voir en elle une homonyme de la célèbre propriétaire du char vainqueur.
D'après Clément d'Alexandrie, elle meurt à Canope à une date inconnue, mais avant -246. Ptolémée fait transporter et ensevelir son corps au temple de Sérapis dans le quartier de Rakôtis. Le pharaon la déifie ensuite sous le nom d'Aphrodite Bilistiche.